# Trematotrochus hedleyi
Trematotrochus hedleyi är en korallart som beskrevs av Dennant 1906. Trematotrochus hedleyi ingår i släktet Trematotrochus och familjen Turbinoliidae. Inga underarter finns listade i Catalogue of Life.